# Гости моего отца
«Гости моего отца» (фр. Les Invités de mon père) — кинофильм, в основу которого легла настоящая история произошедшая в семье Анн Лё Ни, автора комедии. Фильм снят в 2010 году режиссёром Анн Лё Ни.

## Сюжет
Люсьен Помелль был всегда человеком с сильными убеждениями. Пенсионер, бывший врач, он остается активным человеком, известный своим участием в многочисленных гуманитарных начинаниях.
Его приверженность к высоким идеалам приводит его к браку с молодой женщиной, молдованкой, Татьяной, для избежания её депортации.
Но дети, Бабетт и Арно, быстро понимают, что поведение их отца имеет очень мало общего с его высокими принципами, за которые он всегда выступал: несмотря на свои 80 лет поддался ли Люсьен прелестям его яркой жены?
В то время как Татьяна и её дочь, осваиваются у Помеллей, хаос прерывает повседневную жизнь Бабетты и Арно.
Вскоре все семейные отношения становятся предметом пересмотра.

## В ролях
- Фабрис Лукини — Арно
- Мишель Омон

## Интересные факты
- Фильм снимался в Париже и в Бретани.
- В этом фильме снялась внучка русского писателя Андрея Синявского — Эмма Синявская.